# Phylloscopus borealis

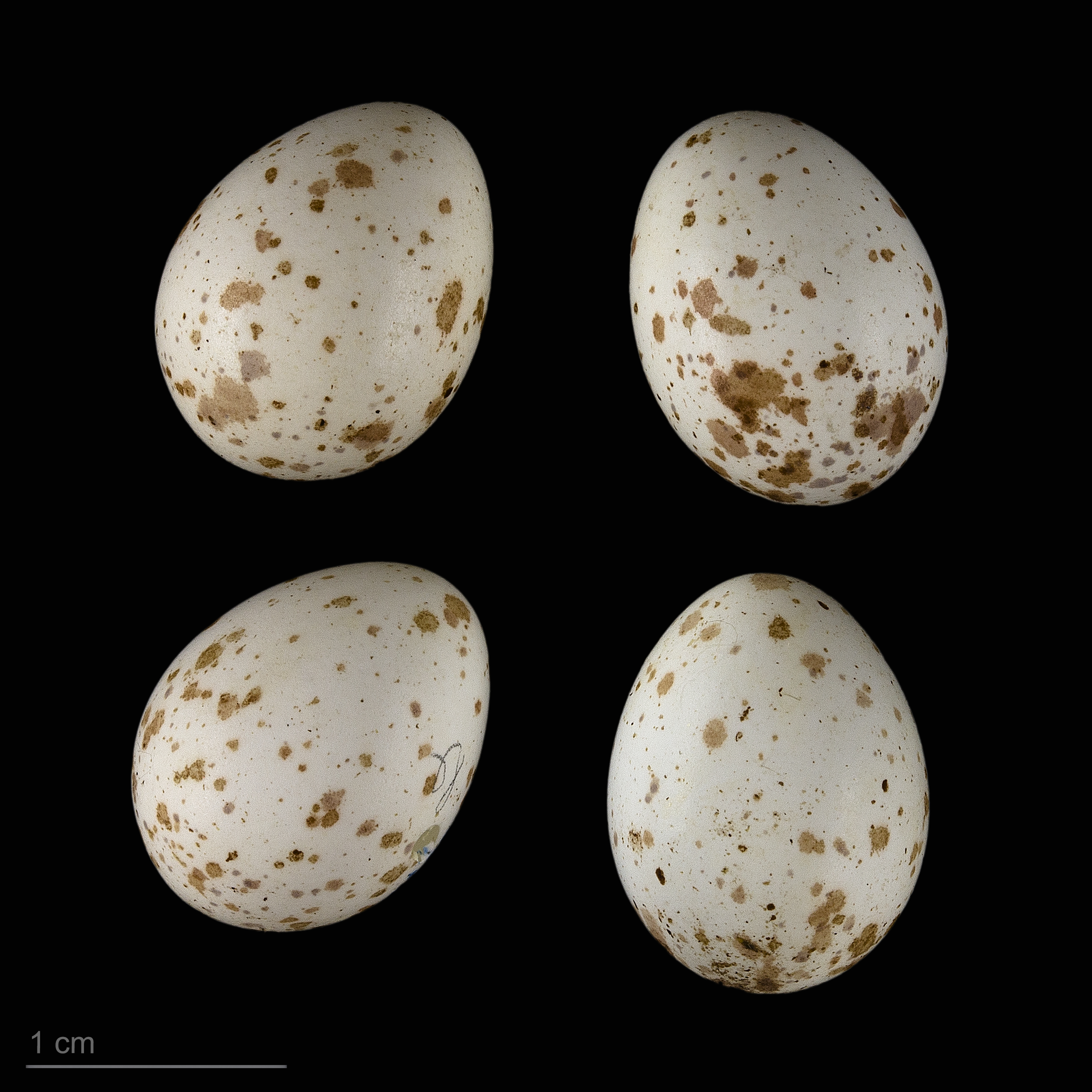
Uova di Phylloscopus borealis - Museo di Tolosa

Il luì boreale (Phylloscopus borealis (Blasius, 1858)) è un uccello passeriforme tradizionalmente inquadrato nella famiglia Sylviidae, ma da una recente revisione filogenetica attribuito alla famiglia Phylloscopidae.